# Cyryl Biełozierski
Cyryl Biełozierski, imię świeckie: Kuźma (ur. 1337, zm. 1427) – święty mnich Rosyjskiego Kościoła Prawosławnego. Jeden z uczniów św. Sergiusza z Radoneża, twórca monasteru Cyrylo-Biełozierskiego.

## Życiorys
Pochodził z Moskwy. Według niektórych źródeł pochodził ze szlacheckiej rodziny Weliaminowów, jednak wcześniej stracił rodziców. Trafił wówczas pod opiekę swojego krewnego, Tymofieja Wieliaminowa, u którego podjął pracę jako zarządca majątku. Pomimo sygnalizowanego mu powołania zakonnego Kuźmy Timofiej nie chciał zwolnić go z pracy. Ostatecznie przyszły święty miał złożyć śluby monastyczne w wieku ponad 40 lat, przed uczniem Sergiusza z Radoneża Stefanem Mechryskim i wstąpić do moskiewskiego Monasteru Simonowskiej pod imieniem Cyryl. Po wstąpieniu do klasztoru zaczął stosować radykalne praktyki ascetyczne, w tym całonocne modlitwy i posty. Równocześnie pracował w piekarni i kuchni klasztornej. Jego dążenie do ascezy wywoływało niezadowolenie przełożonych, którzy polecali mu ograniczanie praktyk mających negatywny wpływ na jego zdrowie (np. nakazując mu spożywać posiłki ze wszystkimi mnichami, a nie, jak chciał Cyryl, raz na trzy dni). Po spotkaniach z Sergiuszem z Radoneża na krótki czas został również jurodiwym.
W 1388 mianowany archimandrytą, cieszył się już znaczną popularnością wśród wiernych z Moskwy i okolic. Zrezygnował z funkcji przełożonego monasteru i opuścił go - podobno po objawieniu Matki Bożej - by podjąć życie pustelnicze nad Jeziorem Białym. Początkowo żył razem z innym mnichem, św. Terapontem, który jednak zrezygnował z praktykowania anachoretyzmu i założył monaster. W swojej pustelni Cyryl był kilkakrotnie napadany przez okoliczną ludność, która najpewniej obawiała się, że asceta pragnie założyć monaster, któremu następnie zostanie przyznana ziemia należąca do miejscowego chłopstwa. Ostatecznie klasztor męski powstał na początku XV wieku. Jego funkcjonowanie było oparte na regułach spisanych przez św. Sergiusza, jednak Cyryl w stopniu o wiele bardziej skrupulatnym i surowym przestrzegał wskazanych reguł, jeszcze bardziej niż jego ojciec duchowy akcentował konieczność całkowitego wyrzeczenia się własności prywatnej. Zakaz posiadania dóbr materialnych przez monaster został zresztą naruszony niemal natychmiast po śmierci Cyryla.
W odróżnieniu od św. Sergiusza, Cyryl Biełozierski nie angażował się w politykę. Znane są jedynie jego listy do książąt moskiewskich i suzdalskich, w których prosi ich o większe zaangażowanie w pomoc najuboższym poddanym.